# Roy Makaay
Rudolphus "Roy" Antonius Makaay (Wijchen, 9. ožujka 1975.) je bivši nizozemski nogometaš.
Najzapaženije nastupe je imao dok je igrao za FC Bayern München. Tu je pokupio nadimak Das Phantom (Fantom).  